# NGC 572
NGC 572 je galaksija u zviježđu Kipar.

## Vanjske poveznice
- SEDS: NGC 0572